# ۳۱ اردیبهشت
۳۱ اردیبهشت شصت و دومین روز سال در گاه‌شماری خورشیدی است. به پایان سال ۳۰۳ روز (۳۰۴ روز در سال کبیسه) باقی‌است.

## رویدادها
- ۹۶۹ - منعقد شدن عهدنامه فرهاد پاشا در میان دودمان صفوی با امپراتوری عثمانی
- ۱۳۹۲ - وزارت کشور ایران اسامی نامزدهای تأیید صلاحیت شده یازدهمین دوره انتخابات ریاست‌جمهوری ایران را اعلام کرد[۱]
- ۱۴۰۲ - انتشار خبر ناپدید شدن فرش‌های کاخ سعدآباد توسط خبرگزاری فارس

## زادروزها
- ۱۳۴۹ - بیجه، قاتل زنجیره‌ای
- ۱۳۵۴ - همایون شجریان، خواننده

## درگذشتگان
- ۱۳۸۹ - معصومه سیحون، نقاش
- ۱۳۹۳ - علیرضا سلیمانی، کشتی‌گیر
- ۱۳۹۵ - پرویز کلانتری، نقاش
- ۱۳۹۷ - غلامرضا حسنی، نماینده ولی فقیه در استان آذربایجان غربی
- ۱۳۹۹ - رومینا اشرفی، از شهروندان ایران